# Црква архистратига Гаврила у Стапарима
Црква архистратига Гаврила у Стапарима, саграђена је 1821. године, припада Епархији жичкој Српске православне цркве и представља непокретно културно добро као споменик културе.

## Путешествије по Сербији
По књизи Путешествије по Сербији Јоакима Вујића, који је село посетио 1826. године, црква посвећена Светом Гаврилу у Стапарима подигнута је 1820. године заслугом кнеза Јована Мићића и кнеза Средоја Арсенијевића.
Посебно је наведено да је на месту нове цркве била „стара црква” коју су Турци спалили и до темеља разрушили, вероватно у време „Кочине крајине”.

## Прошлост цркве
У време прве владавине кнеза Милоша Обреновића ова црква је једна од ретких богомоља у овом крају ужичке нахије. Када је она обновљена још нису биле саграђене цркве у Ужицу, Чајетини, Биосци, Кремнима, Мокрој Гори, Доброселици, Јабланици. Стапарска парохија кроз читав 19. век била је једна од највећих по броју домова у ужичком крају. У првим годинама свог постојања ова црква опслуживала је поред Стапара, Волујац, Буар, Биоску, Кремна, Мокру Гору, Дријетањ, Трипкову и Солотушу.

## Архитектура
Црква је је једнобродна грађевина која на истоку завршава широком полукружном олтарском апсидом, а на западу, припратом у облику отвореног трема. Зидана је ломљеним каменом и блоковима сиге, што представља праву реткост за то време. Горње зоне зидова изводе површине испуњене фрескама, које су по свој прилици осликали у периоду од 1851. до 1862. године Милија Максимовић и Димитрије Посниковић сликар из Сремских Карловаца.